# Silent Hill 2
Silent Hill 2 — компьютерная игра в жанре survival horror, разработанная японской командой Team Silent и изданная Konami. Оригинальная версия Silent Hill 2 была выпущена на PlayStation 2 в США 25 сентября 2001 года. В течение года игра была портирована на ПК и Xbox. HD-ремастеринг Silent Hill 2 вышел в 2012 году на платформах PlayStation 3 и Xbox 360. Российским дистрибьютором игры выступила компания «СофтКлаб», локализации она не подвергалась и была представлена на английском языке. В 2024 году вышел ремейк для PlayStation 5 и Windows, разработанный польской компанией Bloober Team.
Действие Silent Hill 2 происходит в вымышленной вселенной, в которой повседневная действительность пересекается с пугающим альтернативным миром, отражающим внутреннее состояние героя. Главным героем является Джеймс Сандерленд, который получил письмо от своей супруги Мэри, умершей за некоторое время до начала основных событий игры. В письме она просит его приехать в курортный городок Сайлент Хилл. Оказавшись в Сайлент Хилле, Джеймс сталкивается с таинственной женщиной по имени Мария, почти неотличимой от его покойной супруги. В конце концов он понимает, что часть его воспоминаний была самообманом. Игровой процесс состоит в решении загадок, поиске предметов, исследовании локаций и сражениях главного героя с монстрами.
Игра получила широкое признание со стороны критиков: десять различных изданий поставили игре наивысший балл. Большинство обозревателей высоко оценили атмосферность и глубину сюжета, строящегося вокруг любви, ненависти, смерти, преступления и наказания, безумия, а также табуированных тем сексуального насилия и инцеста. Музыкальное сопровождение, по мнению некоторых критиков, являлось одним из лучших в истории игровой индустрии. Впрочем, рецензенты отрицательно восприняли неудобную систему управления главным героем и игровой камерой и нелогичные загадки. Переиздание Silent Hill HD Collection получило крайне неоднозначные отзывы, главным образом из-за многочисленных звуковых и визуальных недоработок. Silent Hill 2 входит в списки лучших игр всех времён, а также занимает высокие позиции в чартах лучших хорроров игровой индустрии. Спустя месяц после старта продаж было продано свыше одного миллиона экземпляров игры.

## Игровой процесс

Скриншот из игры. На переднем плане изображён протагонист Джеймс Сандерленд, вооружённый доской. На заднем находится монстр Манекен

Silent Hill 2 относится к жанру survival horror с видом от третьего лица. В ней сочетаются элементы экшена и квеста. Основной упор в игровом процессе сделан на исследовании города, поиске ключей и других предметов, а также решении головоломок. В меньшей степени сделан акцент на уничтожении врагов. В игре представлено по четыре режима сложности загадок и боевой системы, которые выбираются независимо друг от друга. На Xbox и PlayStation 2 при выборе минимального уровня сложности сражения с монстрами можно полностью избежать:6:6. Некоторые коды для загадок генерируются случайным образом:105. Сохранение игры на консольных версиях возможно только около красных листов:9, в версии для ПК — в любом месте:13.
Вся работа с предметами — от проверки состояния здоровья до изучения документов и комбинирования — осуществляется через инвентарь, открываемый в режиме паузы. При выборе предмета можно осуществить несколько вариантов действий: подробнее осмотреть предмет, использовать по назначению, включить или выключить. Когда здоровье главного героя уменьшается, экран начинает дрожать и становится красным, при киритеском уровне здоровья в нижнем правом углу появляется иконка красного креста. Здоровье персонажа можно восстанавливать за счёт бутылок с лекарством, наборов первой помощи и ампул. Главный герой может использовать карты, помогающие ориентироваться на местности. Карту можно читать только при хорошем освещении или при включённом фонарике. По ходу игры карта обновляется: на ней отображаются запертые двери, ключи, препятствия, а также заметки на основе найденных документов:8, 22. Джеймс может пользоваться фонариком и переносным радио, которое издаёт треск и эфирный шум при приближении монстров. Кроме того, он поворачивает голову в сторону ближайшего предмета или противника.
В Silent Hill 2 используется два вида оружия — ближнего и дальнего боя. Из оружия ближнего боя в игре доступны деревянная доска, стальная труба деревянная доска, стальная труба, Великий нож (оружие Пирамидоголового), бензопила, гипер-спрей (аэрозольный распылитель, замедляющий врагов на короткий промежуток времени) и китайский тесак, а к огнестрельному — пистолет, револьвер, дробовик и охотничье ружьё. В игре также присутствует возможность добивания поверженных врагов. Среднее время прохождения основной части игры составляет 6 часов, а сюжетного дополнения — 1 час, в то время как максимальное может достигать 12 и 3 часов соответственно. После окончания игры отображается рейтинг, зависящий от числа концовок, сохранений, нанесённого и полученного урона, а также числа убитых врагов.

## Сюжет

### Место действия
Игра не является прямым продолжением первой части серии, но действие происходит в том же небольшом городе, расположенном в северо-восточной части Соединённых Штатов Америки. Номерные знаки на машинах, попадающихся во время игры, принадлежат штату Мичиган. Архитектура центральной части города была вдохновлена реально существующим населённым пунктом Сан-Бруно. Сюжет Silent Hill 2 разворачивается в южной части Сайлент Хилла, поэтому игрок не встретит локации из первой части. Сила Сайлент Хилла поглощает то, что люди таят в своих сердцах, и материализует их заблуждения и фрагменты подсознания. В параллельном мире каждый видит вещи по-своему.

### Письмо из Тихого Рая
Основной сценарий игры носит название «Письмо из Тихого Рая» (англ. Letter from Silent Heaven). Главный герой Silent Hill 2, Джеймс Сандерленд, получает письмо от своей жены Мэри, которая умерла от болезни три года назад. Мэри приглашает Джеймса приехать в небольшой курортный городок Сайлент Хилл, где они когда-то хорошо провели время. Она пишет:
В своих беспокойных снах я вижу этот город. Сайлент Хилл. Ты обещал, что когда-нибудь снова отвезёшь меня туда. Но ты так этого и не сделал. Что ж, сейчас я там одна… В нашем «особом месте» жду тебя…Оригинальный текст (англ.)In my restless dreams, I see that town. Silent Hill. You promised me you'd take me there again someday. But you never did. Well, I'm alone there now… In our "special place" Waiting for you…
Осматривая заброшенный туманный город, на кладбище он встречает девушку Анжелу:60. Протагонист говорит, что заблудился и ищет дорогу. Указав правильный путь, она советует главному герою держаться от этого места подальше, утверждая, что с этим городом что-то не так:37. По пути Сандерленд видит Лежачую фигуру, которую убивает деревянной доской. Блуждая по аппартаментам «Вудсайд» (англ. Wood Side Apartment), Джеймс встречает маленькую девочку Лору, которая всячески ему мешает. Войдя в одну из комнат, он обнаруживает Пирамидоголового, который насилует двух Манекенов:63. Испугавшись, протагонист прячется в шкафу и делает несколько выстрелов из пистолета, заставляя монстра отступить. В другом помещении Сандерленд находит труп и знакомится с парнем Эдди Домбровски, который утверждает, что никого не убивал.
В парке Роузуотер (англ. Rosewater Park) Джеймс встречает Марию, которая внешне очень походит на его покойную жену. Поняв, что обознался, главный герой хочет уйти, но Мария, говоря, что город полон монстров, просит взять её с собой. Узнав, что Лоре что-то известно о Мэри, он преследует её и направляется в госпиталь Брукхейвен (англ. Brookhaven Hospital). Попав в альтернативную версию здания, Джеймс убегает с Марией от Пирамидоголового. Джеймс забегает в лифт, в то время как его спутница не успевает этого сделать и погибает:79.
Главный герой возобновляет свои поиски и отправляется в Историческое общество Сайлент Хилла (англ. Silent Hill Historical Society), где обнаруживает Эдди, сидящего с пистолетом напротив мёртвого тела. Домбровски заявляет, что легко убил человека, который насмехался над его весом, однако, быстро сведя всё в шутку, уходит. После длительного спуска в странном подземном Лабиринте протагонист находит Марию, живую и невредимую, в запертой комнате за решёткой. Мария рассказывает о днях, которые Джеймс провёл с Мэри в отеле, и говорит, что она будет той, кем захочет видеть её Джеймс. Сандерленд уходит, обещая отыскать путь к ней. По дороге он слышит крики Анжелы и спасает её от Абстрактного папочки. Девушка признаётся, что подверглась сексуальному насилию со стороны своего отца. Из газетной вырезки становится понятно, что Анжела убила его до того, как отправилась в Сайлент Хилл:62. Джеймс находит вход в комнату Марии, однако обнаруживает её мёртвое тело, лежащее на кровати:63. Пытаясь выбраться из этого места, в другой комнате протагонист обнаруживает Эдди Домбровски в окружении трупов. Парень утверждает, что они все издевались над ним и Джеймс такой же, как они. Эдди нападает на Джеймса, и главный герой убивает его:62.
В конце концов Сандерленд пересекает озеро на лодке и попадает в отель «Лэйквью» (англ. Lake View Hotel), где он и Мэри в своё время провели счастливый отпуск. Здесь Джеймс находит видеокассету с фильмом, который он снимал тогда. Главный герой вспоминает, что его жена умерла не от болезни, а от того, что он сам задушил её подушкой:60. В этот момент из письма, с которым Джеймс приехал в Сайлент Хилл, исчезают слова. Он сообщает обо всём Лоре, которая общалась с Мэри, когда та лежала в больнице. В одной из комнат Джеймс встречает Анжелу, которая принимает его за свою мать. Поняв, что ошиблась, она говорит герою, что больше не хочет жить и поднимается вверх по лестнице, окружённая всполохами огня, который не даёт протагонисту последовать за ней:62. Позже Сандерленд видит двух Пирамидоголовых, убивающих копьями Марию, прикованную к кровати. Джеймс понимает, что монстр появился потому, что он желал наказать себя за грехи:64. Пирамидоголовые оканчивают жизнь самоубийством, втыкая копья себе в шею. После этого исчезает само письмо. Джеймс поднимается на крышу отеля, где, в зависимости от различных действий игрока, сталкивается с Мэри или с Марией.

### Финалы
В игре представлено 6 различных сюжетных финалов. Получение той или иной концовки зависит от целого ряда факторов: насколько далеко уходил Джеймс от Марии, получала ли она повреждения от монстров, навещал ли Сандерленд её в госпитале, дослушал ли игрок монолог Мэри в коридоре отеля до конца, лечился ли протагонист при помощи аптечек и бутылочек с целебной жидкостью, читал ли главный герой дневник на крыше госпиталя, осматривал ли нож Анжелы, заканчивал ли ранее игру, находил ли особые квестовые предметы и так далее.
- «В воде» (англ. In Water) — в финальной сцене Джеймс встречает Марию в облике Мэри. Сандерленд говорит Марии, что она ему больше не нужна. Мария превращается в демона и нападает на главного героя. После битвы протагонист оказывается возле лежащей на постели Мэри. Он просит прощения за содеянное. Мэри говорит, что хотела умереть, чтобы боль прекратилась. Она прощает Джеймса и вручает ему письмо. У жены главного героя начинается приступ кашля, после она стихает. Джеймс берёт её тело, садится в машину и въезжает в озеро Толука[58][64]. Он решает покончить с собой, чтобы быть со своей женой после смерти[62].
- «Прощание» (англ. Leave) — в финальной сцене Джеймс встречает Марию в облике Мэри. Протагонист говорит, что Мария ему больше не нужна и он хочет закончить этот кошмар. Она в свою очередь желает занять место Мэри рядом с ним, но в итоге понимает, что он тоже заслуживает смерти. Убив её, Джеймс оказывается возле лежащей на постели Мэри и просит прощения за содеянное. Он говорит, что на самом деле её ненавидел и хотел избавиться от неё, чтобы вернуть свою жизнь обратно. Мэри спрашивает, почему Джеймс так печален, если это на самом деле так. Она просит Джеймса, чтобы он продолжал жить, вручает прощальное письмо, после чего умирает. В конце концов главный герой вместе с Лорой покидают город через кладбище, за кадром Мэри читает письмо вслух[58][62][64].
- «Мария» (англ. Maria) — в заключительной сцене Джеймс встречает Мэри. Она осуждает его за всё, что он сделал, и нападает на главного героя, превратившись в демона. После того, как протагонист убивает свою жену во второй раз, он возвращается на набережную возле озера. К нему подходит Мария. Он предлагает ей уехать из Сайлент Хилла вместе с ним. Мария отдаёт Джеймсу письмо Мэри, в котором ему даются прощение и разрешение начать новую жизнь. По дороге к машине Мария начинает кашлять[58][62][64].
- «Перерождение» (англ. Rebirth) — в заключительной сцене Джеймс встречает Марию в облике Мэри и говорит, что с ней покончено. После финального боя Сандерленд вместе с телом супруги плывёт на лодке по озеру Толука к острову, на котором видна церковь. Он собирается совершить тёмный ритуал по воскрешению Мэри[58][62][64].
- «Собака» (англ. Dog) — Джеймс попадает в помещение, оборудованное компьютерами. На стуле, передвигая рычаги, сидит собака. Джеймс воскликнет на японском: «Так это была ты!». Протагонист падает на четвереньки, собака подбегает к нему и начинает лизать лицо[64][65][66].
- «НЛО» (англ. UFO) — к комнате в отеле подлетает большое количество летающих тарелок. Джеймс встречает Гарри Мэйсона, протагониста первой части Silent Hill. Тот спрашивает, не видел ли Сандерленд где-нибудь маленькую девочку, небольшого роста, с чёрными волосами. В ответ Джеймс спрашивает, не встречал ли Гарри его жену Мэри. Тут на Сандерленда нападает пришелец, и они вместе с Гарри забирают Джеймса на корабль и улетают[65]. Концовка доступна только в специальных версиях игры[44][67].

Согласно официальному руководству, ни одна из концовок не является истинной. Каждая из них формирует законченную историю, и только действия игрока влияют на финальное восприятие событий. Гай Сихи, озвучивавший главного героя, предпочитал концовку Leave, поскольку именно такую участь он бы выбрал для себя. Однако он также писал, что «это своего рода стена, которой я оградил себя, дабы сохранить свой душевный покой. Большинство из вас уже знает, что финал In Water является гораздо более приемлемым и завершённым. На самом деле он прекрасен». Актёр связывал его с японской практикой синдзю, суть которой состояла в семейном убийстве, распространённом в Японии как способ избавления от позора. «Теперь я готов признать, что концовка In Water действительно… канонична». Вместе с тем Сихи крайне негативно воспринимал концовку с собакой — во время производственного процесса он отказывался участвовать в её создании. Она представляла собой ставшую традиционной для серии секретную шуточную концовку, которая меняла настроение игры. У команды был специальный ящик, в который каждый мог бросить ответ на вопрос: «В чём причина странностей Сайлент Хилла?» Среди ответов попадались следующие высказывания: «Заговор пришельцев», «Потому что солнце светит слишком ярко», «Из-за собаки». В 2023 году Масахиро Ито заявил, что для него все концовки являются каноном, не только «В воде», и игрок может считать каноничным и финал с собакой.

### Рождённая желанием
«Рождённая желанием» (англ. Born from a Wish) — побочный сценарий, включённый в специальные издания игры. История стартует незадолго до встречи Марии и Джеймса в парке Роузуотер. Проснувшись в клубе Heaven’s Night, Мария с пистолетом в руках и мыслями о самоубийстве решает найти кого-нибудь. В конце концов она попадает в местный особняк, где слышит голос его владельца, Эрнеста Болдуина. Он не пускает Марию в комнату, в которой находится, и разговаривает с ней через закрытую дверь. Эрнест просит Марию принести бутылку белого елея, который требуется для проведения ритуала Holy Assumption. Ритуал способен воскресить его дочь Эми, случайно выпавшую из окна. После выполнения этой просьбы Эрнест предупреждает Марию о Джеймсе, которого называет «плохим человеком». Не дав договорить, она проникает в комнату Болдуина и обнаруживает, что помещение пустует и в нём никого нет. Её вновь посещают мысли о суициде, но в итоге Мария всё же решается найти Джеймса.

### Персонажи
В игре шесть главных героев. Каждый из них оказался в Сайлент Хилле по определённой причине. В город их влечёт чувство вины, и в нём окончательно решается их судьба. Команда разработчиков хотела, чтобы протагонист был «отражением зла», против которого сражался Гарри Мэйсон. Ряд героев появлялись либо упоминались и в других частях серии. Так, в Silent Hill 4: The Room упоминалось, что сын суперинтенданта Фрэнка Сандерленда, предположительного отца Джеймса, пропал два года назад вместе со своей женой. Уолтер Салливан, фигурирующий в газетной статье как человек, убивший двух детей и после покончивший жизнь самоубийством, станет главным антагонистом в четвёртой части. У Джеймса было небольшое камео в Silent Hill: Shattered Memories, вместе с Анжелой — в Silent Hill 3, с Лорой и Мэри — в Silent Hill: Downpour. На этапе становления игры один из персонажей должен был выглядеть как немытый уродливый человек, давно не видевший дневного света, но эта задумка не получила развития.
- Джеймс Сандерленд (англ. James Sunderland) — двадцатидевятилетний мужчина, основной играбельный персонаж игры. У него светлые волосы и зелёные глаза. Протагонист работал клерком в одной из небольших компаний. По своему характеру он тихий и неразговорчивый. Он очень любил свою жену[64] и приехал в город, чтобы найти её[39]:59. Из-за эмоциональной пустоты Сандерленд находился в состоянии постоянного траура[13]:4. Как игрок узнаёт по сюжету, письмо, полученное протагонистом, являлось иллюзией. Желая освободить себя от бремени ухаживания за больной женой, а свою супругу — от мучений, он собственноручно убил Мэри. Однако Джеймс не смог признать свой грех и, погружённый в собственные заблуждения, отправился в Сайлент Хилл[72]. Его судьба до конца не определена — в различных сюжетных окончаниях он может расстаться с жизнью в месте воспоминаний, покинуть город как человек, который принял реальность, или продолжать жить в иллюзиях[62]. По изначальной задумке он должен был обладать двумя личностями — «Джозефа» и «Джеймса», однако эта идея в конечном итоге так и не была реализована. Имя Джозефа было позаимствовано у предполагаемого Джека Потрошителя[72]. Фамилию Сандерленд (от англ. sunder — «разделять») можно приблизительно перевести как «потерявший связь с реальностью»[59]. В оригинальной версии героя озвучивал Гай Сихи (англ. Guy Cihi), в HD-переиздании — Трой Бейкер[81][82][83]. Сихи описывал своего персонажа как обычного, среднестатистического человека с огромной трагедией, у которого внутри сконцентрировано столько боли, что места для выживания не осталось[60]. По его словам, Джеймс, несмотря на свою доброту и заботливость, испытывал гнев. Он — жертва обстоятельств[69].
- Мэри Шеперд-Сандерленд (англ. Mary Shepherd-Sunderland) — двадцатипятилетняя жена Джеймса, домохозяйка. Она добрая, умная и красивая женщина[64]. Сайлент Хилл, в котором она побывала с мужем, стал местом приятных воспоминаний для них обоих[72]. Во время болезни Мэри стала раздражительной, периодически впадала в беспамятство и оскорбляла Джеймса[64]. В разных концовках она произносит разные монологи. Её смерть за три года до основных событий игры была лишь иллюзией Джеймса[72]. На самом деле три года назад у Мэри только начало ухудшаться здоровье, и она была жива за неделю до дня рождения Лоры. Разработчики сохраняли возможность того, что тело Мэри находилось в машине, на которой Джеймс приехал в город[84]. Мэри была названа в честь Мэри Келли, одной из жертв Джека Потрошителя[59][72]. В оригинальной версии игры героиню озвучивала Моника Хоган (англ. Monica Horgan), в переиздании — Мэри Элизабет Макглинн[33][81]. На исполнение этой роли повлияла ранняя смерть матери Моники Хорган[85].
- Мария (англ. Maria) — женщина двадцати пяти лет. Умная и энергичная, в некоторых моментах чересчур импульсивная[64]. Она очень похожа на Мэри, хотя их личности и вкусы в одежде полностью противоположны. По ряду причин она сопровождает Джеймса. Мария была создана силами города и является заблуждением главного героя, порождением его сознания, возникшим из-за неспособности выдержать тяжесть собственного преступления. Её прототипом стала танцовщица из клуба «Хэвнс Найт», которую Джеймс видел ранее[72][86]. По мнению игровых журналистов, в ней было всё то, что протагонист хотел видеть в своей жене. На протяжении всей истории она играет на чувствах Джеймса, возвращая его к мыслям о содеянном[64]. Убийства Пирамидоголовым Марии должны напоминать главному герою о смерти жены и заставлять его испытывать чувство вины и страдания[87]. В ранней версии сценария у неё так же, как и у Джеймса, было две личности — первая «Мэри», вторая, производное от первого имени, — «Мария»[72]. Они обе стали своего рода экспериментом по переплетению Эроса и Танатоса в основной сюжетной линии[70]. Марию озвучивали те же актрисы, что и Мэри[33][81]. Моника Хоган описывала героиню как женщину, умело использующую свои уязвимости. По её словам, она не была одномерной и могла одновременно нуждаться в помощи, выглядеть хрупкой и вместе с тем быть холодной, невероятно расчётливой и даже смертельно опасной[88].
- Анжела Ороско (англ. Angela Orosco) — девятнадцатилетняя девушка, приехавшая в Сайлент Хилл, чтобы найти свою мать[64]. У неё тёмные волосы и карие глаза. В игре Анжела предстаёт странным, подавленным, печальным, замкнутым, плохо ориентирующимся в пространстве и постоянно пребывающим в прострации человеком. Её жизнь полна страданий и издевательств, которые ей приходилось терпеть с самого детства. После окончания школы она сбежала из дома. Её отец, Томас Ороско, подверг дочь сексуальному насилию. Анжела не вынесла издевательств и убила его. Перед глазами героини часто встаёт образ матери[27][64]. Её имя было взято у главной героини фильма «Сеть» Анжелы Беннетт, исполненной Сандрой Буллок[59]. Само имя означает «Ангел» и широко распространено в Латинской Америке. Этот факт говорит в пользу того, что героиня — переселенец[72]. Игровые журналисты делали вывод, что возможное последующее самоубийство Анжелы вполне закономерно[64]. Персонаж говорит голосом Донны Бёрк в оригинальной версии и Лоры Бэйли в Silent Hill HD Collection[33][81]. Бёрк также исполняла роль Клаудии в Silent Hill 3 и при сравнении своих героинь говорила, что с точки зрения актёрской игры роль главы секты была более интересной. По её мнению, Анжела, несмотря на испытываемую боль, всё же надеялась на лучшее[89].
- Эдди Домбровски (англ. Eddie Dombrowski) — простодушный и неуклюжий двадцатитрёхлетний молодой человек, работавший на бензозаправочной станции неполный рабочий день[13]:15[72]. Блондин с серыми глазами[64]. Из-за его полноты над ним часто подшучивали. Несмотря на то, что в обычном состоянии он достаточно пассивен, в нём также кроется сторона, склонная к насилию. Злость и разочарование Эдди достигли кульминации, когда в приступе гнева он убил собаку и подстрелил её владельца. Во время преследования полицией он начал испытывать чувство вины[72]. Он постоянно занят тем, что ищет оправдания своим действиям. Довольно нервный, в разговоре Домбровски внезапно занимает оборонительную позицию или переходит на крик, считая, что его обижают. По мнению игровых обозревателей, для него убийство стало доказательством индивидуальности, фактом самоутверждения. Он видит не монстров, а людей, которые над ним смеются. В итоге он сам становится жертвой[64]. В ранней версии сценария у персонажа был очень весёлый характер, но в итоге его личность была полностью изменена. Героя назвали в честь американского комедийного актёра Эдди Мёрфи[59][72]. Персонажа озвучивал Дэвид Шауфеле (англ. David Schaufele), в переиздании — Лиам О’Брайен[33][81]. Шауфеле сюжетная роль его героя напоминала фильм «Психо»[90].
- Лора (англ. Laura) — упрямая и своевольная восьмилетняя девочка-сирота[13]:14. Сато решил изобразить персонажа не как маленького ангела, а как хитрого ребёнка[70]. У неё светлые волосы и голубые глаза[64]. Она лежала в той же больнице, что и Мэри, и полюбила её как собственную мать[72]. Лора полна упрёков и злобы по отношению к Джеймсу[64]. Она единственная из всех героев, у кого нет тьмы в сердце. Для неё город выглядит нормально, и она не видит ни монстров, ни Марию[72]. По признанию обозревателей, Лора — самый невинный персонаж в игре, являющийся олицетворением правды, недоступной для других героев[64]. Её имя было позаимствовано из документальной книги «Нет слов, кроме рыданий» (англ. No Language But a Cry) Ричарда д’Амброзио (англ. Richard D'Ambrosio)[72]. Героиню озвучивала Жаклин Брэкенридж (англ. Jacquelyn Breckenridge)[81][К 3]. Жаклин считала, что у её героини по-детски игривый характер, но вместе с тем она хитра и может манипулировать людьми[91].

### Источники вдохновения

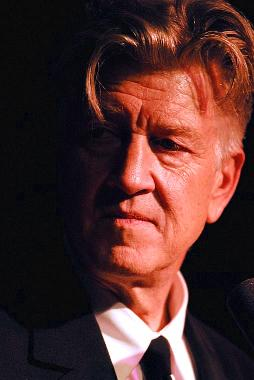
Разработчики писали, что являются преданными поклонниками Дэвида Линча и были очарованы его работами и связанными с ними кошмарными образами

### Монстры

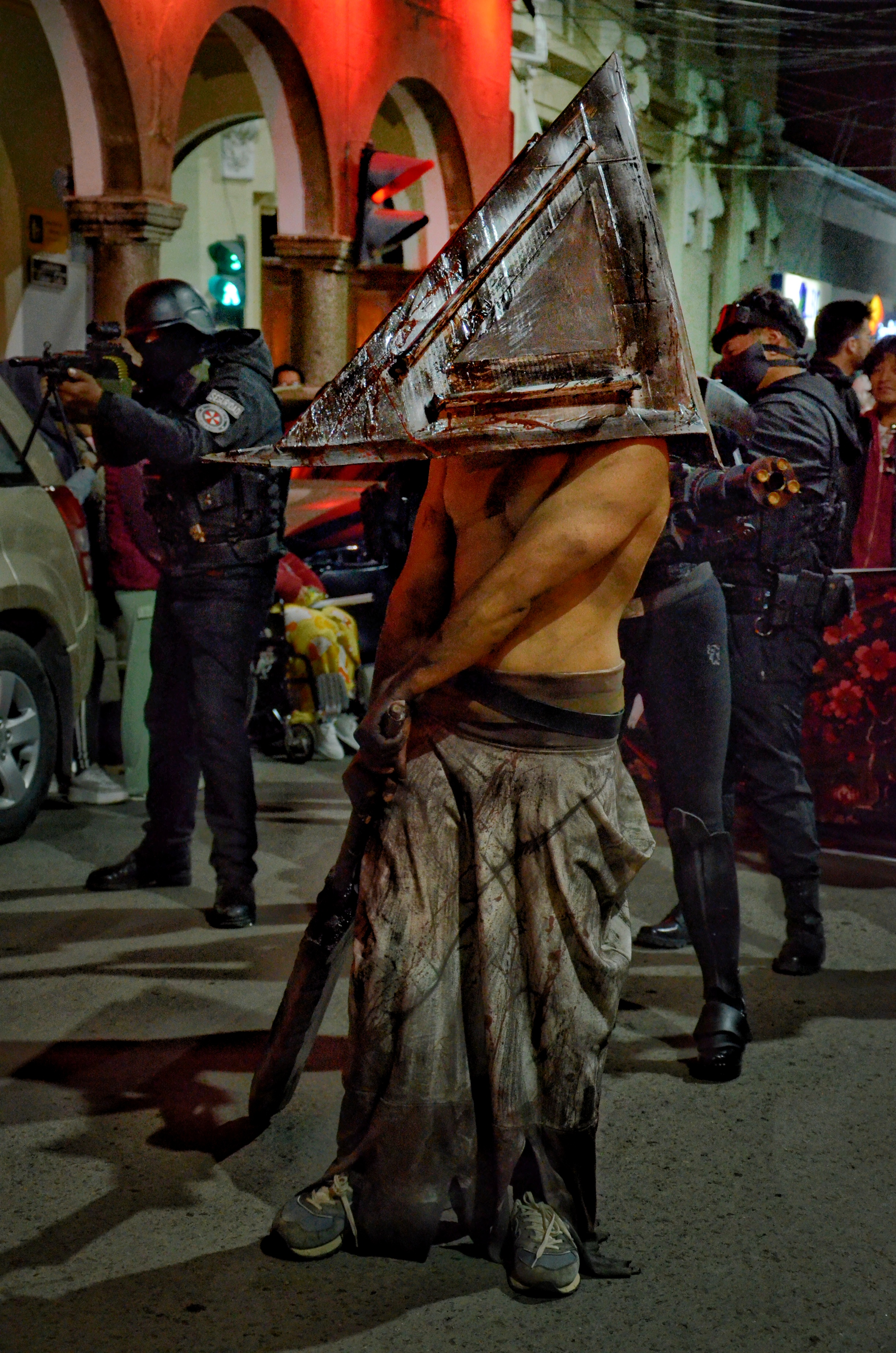
Картина «Туманный день, останки правосудия» из Исторического общества Сайлент Хилла, иллюстрирующая Пирамидоголового. Его образ стал культовым среди игроков, и персонаж стал символом серии Silent Hill.

### Производство и выпуск

Лицевая сторона обложки японской версии альбома Silent Hill 2 Original Soundtracks, на которой изображена Мария, лежащая на сцене в клубе «Хэвнс Найт». Данный момент в игре не встречается

## Разработка
| Системные требования | Системные требования                             | Системные требования                             |
| -------------------- | ------------------------------------------------ | ------------------------------------------------ |
|                      | Минимальные                                      | Рекомендуемые                                    |
| Microsoft Windows    |                                                  |                                                  |
| ОС                   | Windows 98, Windows 2000, Windows ME, Windows XP | Windows 98, Windows 2000, Windows ME, Windows XP |
| ЦПУ                  | Pentium или AMD Athlon 700 МГц (одно ядро)       | Pentium или AMD Athlon 1 ГГц (одно ядро)         |
| Объём ОЗУ            | 64 MB                                            | 128 MB                                           |
| Место на диске       | 1,8 Гб свободного пространства                   | 2,3 Гб свободного пространства                   |
| Видеокарта           | DirectX 8.1 совместимая плата с 32 Мб RAM        | DirectX 8.1 совместимая плата с 64 Мб RAM        |
| Звуковая плата       | DirectX 8.1 совместимая карта                    | DirectX 8.1 совместимая карта                    |

### Создатели
Silent Hill 2 был разработан командой Team Silent, являющейся структурным подразделением корпорации Konami Computer Entertainment Tokyo. Начальный этап работ пришёлся приблизительно на июль 1999 года. Общую концепцию истории сформировал CGI-директор Такаёси Сато. Основная часть сценария была написана Хироюки Оваку, в то время как Сато придумывал диалоги для женских персонажей. Решение разрабатывать вторую часть серии отчасти было продиктовано коммерческим успехом первой части и, отчасти, возможностью реализовать новые творческие замыслы.
Продюсер Акихиро Имамура следил за всеми комментариями к первой игре и имел их в виду при работе над Silent Hill 2. Он говорил, что над второй частью серии трудилось в общей сложности пятьдесят человек: вся творческая команда, создававшая Silent Hill, и 30 человек, которые были переведены из отделения Konami Computer Entertainment Tokyo. Сато отмечал, что в большинстве своём художники и программисты, входящие в состав Team Silent, прежде всего были мастерами своего дела, выросшими без каких-либо компьютерных игр. По его мнению, это обстоятельство позволило создать продукт иного качества:54. В производстве оригинальной версии игры было задействовано 7 актёров озвучивания:24, которых отобрали из порядка полусотни претендентов. Konami позиционировала вторую часть серии как свой главный проект 2001 года. Портированием Silent Hill 2 на персональные компьютеры занималась студия Creature Labs, а разработкой HD-издания — Hijinx Studios.

### Технические особенности
Silent Hill 2, как и первая часть серии, создан в жанре психологического survival horror. Разработчики делали акцент на сюжетную составляющую в отличие от первой части, в которой на первом месте был игровой процесс. Технические возможности PlayStation 2 позволили команде значительно улучшить анимацию движений, эффекты тумана, отображение теней и общий визуальный вид. Так, к примеру, монстры отбрасывают от света фонарика тени, которые при приближении увеличиваются.

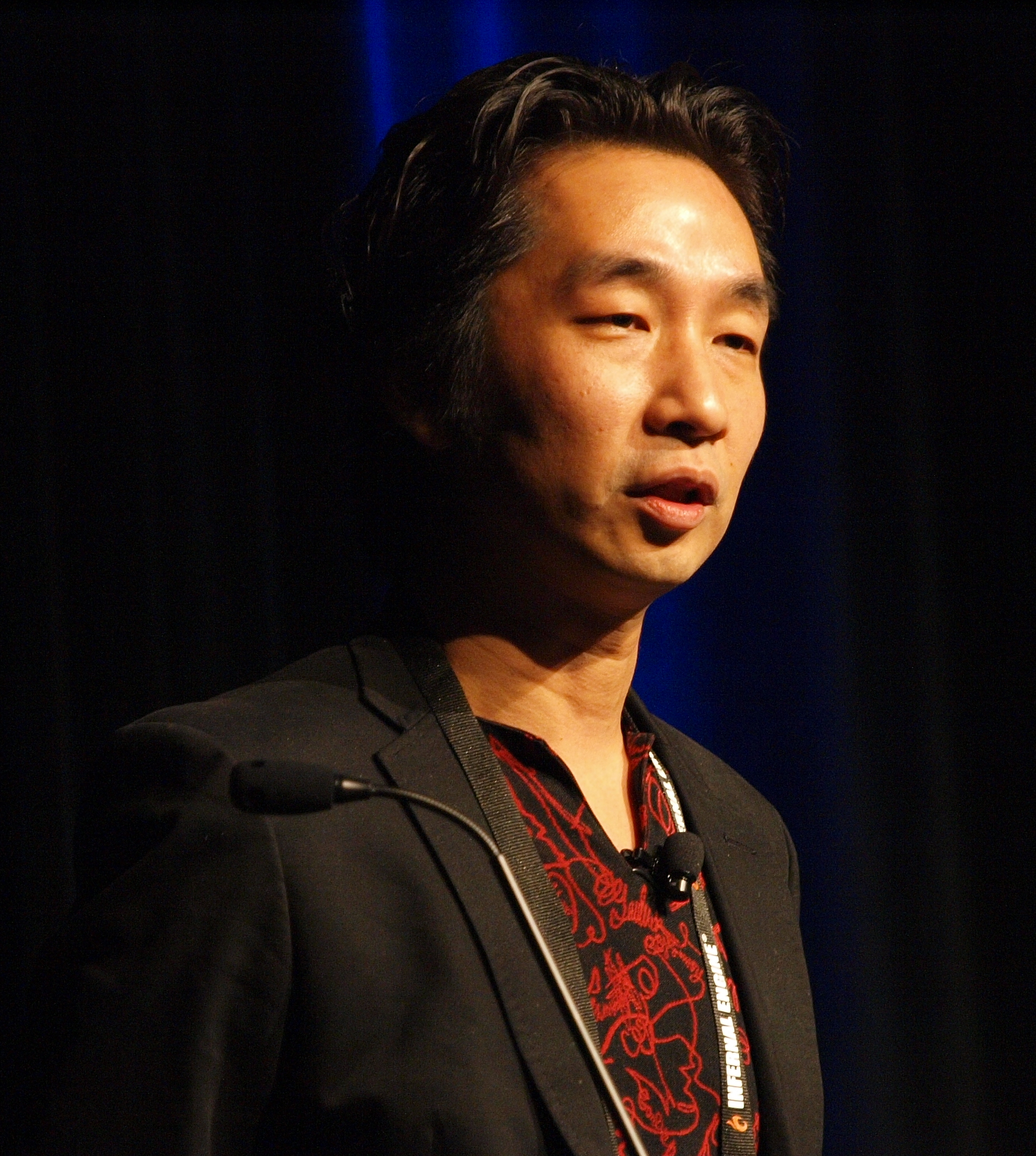
Акира Ямаока — звукорежиссёр и композитор Silent Hill 2

Игровой движок поддерживает разрешение до 1600×1200 точек и частоту кадров около 30—40 в секунду. В игре присутствуют как пререндеренные FMV-ролики общей длительностью около 10 минут, так и катсцены на игровом движке продолжительностью приблизительно 30 минут. Также в игре присутствует отключаемый эффект зашумления экрана, похожий на дефекты старой киноплёнки. Разработчики гордились этой функцией, отмечая, что эффект шума создавал атмосферу и при этом помогал маскировать огрехи текстур и полигональной графики.
PC-версия Silent Hill 2 поддерживает акустическую систему объёмного звука форматов 5.1 и 7.1, а в PS2-версию была интегрирована технология «S-FORCE», создающая объёмный звук, используя обычные стерео-динамики:22. В Silent Hill 2 используется более 50 разных объёмных звуковых эффектов, начиная от всевозможных криков и заканчивая треском разбитого стекла. Некоторые из них были записаны на высоких или низких частотах, которые нельзя услышать. Звуков ходьбы протагониста было записано около двухсот. По мнению разработчиков, вместе с музыкой они создавали потрясающую атмосферу. Звукорежиссёр считал, что звуки, используемые в играх серии Resident Evil, конкурировавшей с Silent Hill, были слишком однотипными. Для второй части серии он попробовал создать что-то, что удивило бы слушателя и бросило вызов его воображению. Они должны были вызывать физическую реакцию у игроков. Ямаока также неоднократно отмечал, что «тишина — это тоже звук».
В переиздании Silent Hill HD Collection были произведены значительные улучшения визуальных эффектов, замена устаревших текстур и изменения в освещении. В переиздании было представлено новое озвучивание, осуществлена переработка саундтрека, добавлена поддержка звука формата 5.1. Несмотря на общий срок разработки более двух лет и многочисленные отсрочки выхода, после релиза сборника в нём было замечено множество недоработок: плохая производительность, проблемы с синхронизацией и звуком. 21 марта 2012 года появился патч, предназначавшийся только для PlayStation 3. Однако после его установки остались без изменений периодические зависания, ошибки в кат-сценах и проблемы с текстурами. Представители Konami предложили игрокам для решения технических вопросов обратиться в сервис поддержки. Следующий патч появился 11 июля; он исправлял проблемы, связанные с частотой кадров, синхронизацией голосов и отображением тумана. Аналогичная заплатка для Xbox 360 первоначально планировалась к выпуску, но 8 августа 2012 года Konami объявила, что её релиз отменён из-за «технических проблем».
Причина большого количества упущений заключалась в том, что Konami потеряла исходные материалы второй и третьей частей серии, и Hijinx Studios работала с бета-версией сборки оригинального кода. Поэтому команде приходилось иметь дело как с багами, связанными с портированием, так и с другими оплошностями, которые были в своё время исправлены Team Silent. Многие составляющие, в том числе текстуры и звуковые файлы, брались из скомпилированных версий игры.

### Производственный процесс
Первоначальный сценарий дважды кардинально переписывался. На ранних этапах Team Silent создавала Silent Hill 2, не опираясь на этические стандарты Computer Entertainment Supplier’s Association, однако впоследствии из-за этого свода правил игра подвергалась корректировкам. Позже разработчики консультировались с комитетом, прежде чем добавлять те или иные спорные фрагменты в сюжет. Сато беспокоился, что его команда могла «зайти слишком далеко», однако он считал, что определённые эпизоды были необходимы для игры. Другие сцены были значительно смягчены, в частности эпизод с рвотой, сопровождавшийся чрезвычайно жутким звуковым эффектом. Компьютер, на котором данный фрагмент был записан, трижды ломался. В общей сложности было потеряно 18 гигабайт материала, и Сато посчитал это божественным посланием. Вклад Акиры Ямаоки в игру не ограничился созданием звукового и музыкального сопровождения. Он часто высказывал своё мнение о сюжете, по его словам — «… до такой степени, что всем действовал на нервы». В конечном счёте множество его идей были отклонены, а некоторые дошли до релиза в изменённой форме. Так, убийство Мэри и самоубийство Джеймса, одни из наиболее тревожных сцен Silent Hill 2, большей частью остались за кадром. Как минимум один из этих фрагментов был гораздо жёстче: фанаты обнаружили в файлах игры звуки приглушённых криков, которые, скорее всего, изначально должны были сопровождать смерть Мэри.
Студия решила не использовать чрезмерно откровенные сцены насилия в игре. В эпизодах с сексуальным насилием не фигурировали видимые половые органы. На этапе прохождения цензуры команду больше волновали произносимое одним из персонажей бранное проклятие и вопрос написания слова «бог» с заглавной или строчной буквы, чем самоубийство главного героя. В некоторых ситуациях разработчики не соглашались на компромисс. Как впоследствии вспоминал творческий консультант команды и режиссёр Джереми Блаустейн (англ. Jeremy Blaustein), «эти парни были не из стеснительных. Они сделали именно то, что хотели сделать».
Джереми занимался переводом текста, написанного Оваку, определял, каким образом реплики будут звучать на английском языке, кто и с какой интонацией будет их произносить. Английская озвучка присутствовала как в американской, так и в японской версиях игры, поэтому совместная работа Оваку и Блаустейна обеспечивала предельную естественность произносимой речи. Сценарий корректировался, если переведённая фраза на английском звучала странно или вовсе не поддавалась адекватному переводу. Однако, даже при помощи Хироюки, локализация осложнялась богатой сюжетной символикой и нелинейностью процесса в целом. По мнению Блаустейна, личность сценариста, которого он описывал как очень закрытого, тихого парня, не говорящего о том, что думает, полностью соответствовала духу игры.
По каждому из персонажей было нарисовано множество эскизов, включая профили с разных сторон, наглядно демонстрирующие форму черепа. После были разработаны каркасные модели, каждая из которых содержала 6 тысяч полигонов. Следующий этап состоял в закреплении текстур. Впервые в серии использовалась технология захвата движения, которая потребовала от актёров пластичных движений и правильной речи. Так как технологии не обеспечивали качественную запись звука одновременно с исполнением сцен, начитка текста происходила в студии звукозаписи. Полученные после захвата движения данные отправлялись в редактор Autodesk Softimage. Когда информация проходила 3D-визуализацию, разработчики намечали движения, фиксировали анимацию, создавали освещение, размещали камеры и приступали к визуализации сцен.

Гай Сихи на прослушивание попал случайно. Его дочь пробовалась на роль Лоры. Сопровождающий её Гай изучил сценарий, который он обнаружил у приставного столика в комнате отдыха, и спросил у Джереми Блаустейна разрешения зачитать реплики Джеймса. Он согласился. Через несколько месяцев Блаустейн по телефону сообщил, что Сихи получил роль. Дочь Гая одобрила участие отца в озвучке игры. Сихи удалось легко вжиться в роль своего персонажа. Сам процесс он называл катарсисом. Незадолго до участия в озвучке Гай развёлся с женой. Он говорил: 
Я мог легко передать слёзы и грусть, когда это требовалось. С моей бывшей я прошёл через ад и временами был на грани суицида. Если бы не мои дети, я не уверен, что справился бы. Я не мог смириться с мыслью о том, чтобы оставить их с ней наедине <...> Я хочу сказать, что, когда режиссёры SH2 просили меня выразить душевную боль, всё, что я должен был сделать, — это вытащить какие-то тёмные воспоминания, и грусть была снова со мной.
Все актёры играли свои роли вживую на сцене с несколькими камерами, командой и режиссёрами. Камеры были трёх видов: обычные, магнитные и лазерные. Обычные камеры записывали выражения лица, а остальные использовались для захвата движения. Самой сложной сценой актёр назвал небольшой эпизод, в котором он поднимал тело Мэри с кровати, потом поворачивался и уносил её. Прочувствовав эмоции, Сихи не мог сразу достигнуть нужной скорости действия. На озвучивание Сихи потратил всего 4 дня, в то время как исполнение сцен из игры происходило в течение 4 месяцев. Несколько дней ушло на запись ходьбы, бега и сцен смерти. Работу на площадке Гай называл захватывающей, но изнурительной. Первоначально он не знал, чем оканчивается сценарий. Частично его актёрская игра была вдохновлена творчеством актрисы Греты Гарбо. Джереми считал, что эпизод, в котором Мэри читает последнее письмо, был наиболее эмоциональным из тех, с которыми он когда-либо сталкивался. Моника Хорган после записи этой сцены по-настоящему расплакалась. Данный фрагмент был записан с первого дубля.
Дэвид Шауфеле, как и его друг Сихи, пришёл на прослушивание вместе с дочерью. Он, как и двадцать других актёров, пробовался на две роли одновременно, но амплуа Эдди показалось ему гораздо более лёгким. Шауфеле хотел изменить некоторые черты своего персонажа, но японским дизайнерам не нравились импровизации и эксперименты. У него был фрагмент сценария только с репликами своего героя, поэтому Дэвиду было трудно получить полное представление о картине. Представляя монстров, он не имел понятия, как чудовища будут выглядеть и звучать. На ранней стадии производства ему вручили эскиз персонажа и примерные описания действий.
Жаклин Брэкенрайдж до участия в озвучке Silent Hill 2 уже неоднократно занималась озвучиванием персонажей в телепередачах. Она вспоминала, как вошла в большую комнату, где сидела группа мужчин. Один из них, Джереми, подошёл к актрисе и попросил вскочить ему на спину и, колотя кулаками, кричать: «Я тебя ненавижу!». Пробы для Брэкенрайдж прошли успешно. Разработчики по-особому готовили юную актрису к своей роли. В одной из сцен они попросили бежать за кем-то, закрыть шкаф, а затем смеяться. Лишь гораздо позже Жаклин узнала, что в этом эпизоде закрывала Джеймса в комнате с монстрами. Режиссёры были предельно осторожны и старались оградить ребёнка от любого нежелательного контента. Больше всего актрисе понравился захват движения — ей пришлось бегать, лазать по стенам и падать на маты в специальном костюме.
Лицо Сихи было удалено из документального фильма о создании игры. Konami не сообщала Гаю о производстве фильма, и впоследствии он отзывался о начальстве корпорации неблагожелательно. После анонса Silent Hill HD Collection издатель попросил подписать всех актёров необходимые документы «задним числом». Однако Сихи посчитал, что Konami должна ему отчисления за переиздания игры, поскольку он предоставлял права на использование своего облика только в оригинальной PS2-версии. Издатель в ответ сообщил, что HD-издание выйдет с новым озвучиванием от других актёров, и выплата дополнительных гонораров Гаю не будет производиться. Бейкер в интервью заявлял, что нельзя подставлять под удар собственных работодателей, и в том, что Сихи не предложили участвовать в озвучке переиздания, виноват только он сам. Мэри Элизабет Макглинн считала, что актёры новой озвучки смогли привнести толику естественности в свою работу, и надеялась, что поклонники смогут принять новую версию игры. Однако обновлённые голоса вызвали отрицательную реакцию у фанатов серии. В конце концов, Сихи связался с продюсерами и торжественно подписал бумаги вместе со своими коллегами. В итоге переиздание поддерживало обе версии озвучки.

### Концепция
В отличие от первой части, в Silent Hill 2 инстинктивный страх вызывается в первую очередь тем, что игрок не видит опасности, хотя и чувствует, что рядом кто-то есть. Имамура говорил, что такой метод устрашения вызывает намного более сильное чувство, чем простой испуг. Масахиро Ито стремился, чтобы игра передавала эмоции игроку не столько визуально, сколько умственно и духовно. Общая концепция хоррорной части игры стала результатом серьёзного мозгового штурма. Такаёси Сато говорил:
Ужас должен пронизывать сердца людей. <...> И чтобы это сделать, нужно обнажить людские эмоции и их мотивацию, чтобы пробудить желание жить. Каждого беспокоят только два вопроса: секс и смерть. Каждый день. И если мы хотим напугать или потрясти пользователей, тогда мы должны серьёзно задуматься над этими двумя темами.
К любой смерти Team Silent пробовала добавить эротизм. Это выражалось и во внешнем облике монстров. К примеру, Медсёстры были одеты в короткие юбки и одеяние с глубоким вырезом на груди, Манекен состоял только из ног, Пирамидоголовый насиловал других существ. Концепция находила своё отражение и в двойственности Марии. В ней ледяной холод, подобный смерти, сменялся чувственностью. Наиболее значимым эпизодом, ярко выражающим эти постулаты, выступила сцена в тюрьме. Сугуру Муракоси объяснял, что в этом фрагменте Мария говорит с Джеймсом, но при этом напоминает Мэри. Эта сцена должна была смутить игроков и заставить их задуматься, что, возможно, она и есть Мэри. Обычно во всех других эпизодах Мария сексуальна, но в этой сцене Муракоси попробовал уменьшить её природную привлекательность. В конце Мария, играющая Мэри, снова оказывается самой собой. Её голос и поза становятся более чувственными. Подобная эмоциональная двусмысленность добавляла хоррору поэтичности.

### Символизм и анализ

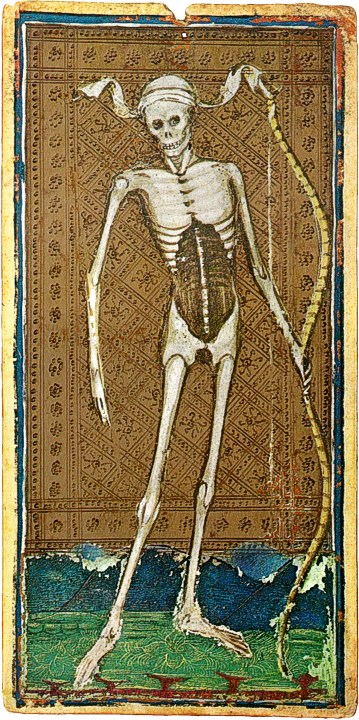
Дырам соответствует карта Смерти

В игру было включено множество «странных» и символических элементов. К ним относились красные квадраты, выполняющие функцию точек сохранения, исчезающее по ходу сюжета письмо, светофор, работающий в покинутом городе, обстоятельства получения пистолета, монстры в реальном мире, нереалистичная структура зданий и прочее:29. В Историческом обществе главный герой обнаруживает так называемые «дыры», к которым также относятся длинные ведущие вниз лестницы и вертикальные коридоры. Джеймс неоднократно пересекает их насквозь, как будто что-то его притягивает. Необычные коридоры и двери в полу говорят о том, что мир, видимый главным героем, нереален. Эти отверстия символизируют пропасть, которая открылась в его сердце. Они являются дорогой к глубинам души. С их помощью протагонист попадает в свой собственный подсознательный мир и признаёт совершённое преступление. Дыры влекут тех людей, в чьих сердцах скрыта тьма.
В качестве визуальных приёмов выступали два символа серии: туман и тьма. Цель их использования — напугать игрока. Они скрывают горизонт, ограничивают поле зрения, стирают границу между небом и землёй, создавая нечёткую грань между сном и явью. Туман можно воспринимать как мысли мёртвых, которые поднимаются со дна озера и расстилаются по Сайлент Хиллу. Другая особенность, эффект зашумления экрана, создаёт атмосферу и усиливается с развитием истории. Угол, под которым расположена игровая камера, отражает душевное состояние участвующих в сцене персонажей, при выборе ракурса камеры команда старалась находить баланс между творческим видением и удобством со стороны игрового процесса. В игре Джеймс находит пистолет в магазинной тележке, что является сатирой на американское общество.
Задние планы в игре основаны на принципе притяжения и отвращения. Выглядя достаточно странно и отталкивающе, они, по мнению Team Silent, содержат долю очарования и оказывают большое влияние на атмосферу. Арт-директор хотел создать что-то, что действительно будет беспокоить игроков, в то же время привлекая их. Локации создавались на основе фотографий реальных мест. Экстерьер должен был создавать ощущение, что город больше, чем может представить себе сторонний зритель. Последовательность локаций, которую проходит главный герой, должна была вызывать у игрока чувство изолированности и одиночества. В начале игры разработчики умышленно сделали путь по склону через лес до кладбища чересчур длинным, чтобы у игрока появлялось чувство, что протагонист уже не вернётся обратно:104.
На этапе становления игры разработчики добавляли множество элементов, незаметных с первого взгляда. К таковым относится мёртвое тело, повёрнутое спиной к игровой камере, находящееся в аппартаментах «Вудсайд» перед телевизором, транслирующим помехи. Игрок может не понять, кто это, но на самом деле труп выглядит так же, как и сам Джеймс. Этот образ являлся отражением воображения главного героя. Платье на манекене, в котором игрок находит фонарик, также имеет свой смысловой подтекст. Это одеяние принадлежало Мэри. Все эти загадочные детали объединялись, чтобы сформировать фон, идеальный для создания чувства одиночества:61.